# Альфидия
Альфи́дия (лат. Alfidia; умерла после 58 года до н. э.) — римская матрона, мать третьей супруги императора Августа Ливии Друзиллы.

## Биография
По одной из версий, Ауфидия принадлежала к неименитому плебейскому роду, представители которого упоминаются в источниках, начиная со 170 года до н. э. Весьма вероятно, что её отцом был Марк Ауфидий Луркон, народный трибун 61 года до н. э., происходивший из города Фундий (современный Фонди, Италия). По другой версии, имя следует читать как Альфидия (Alfidia); тогда её отцом мог быть некий Альфидий Луркон, богатый торговец птицей, происходивший из города Маррувия (Marruvium). Маррувий был населен марсами, чей предводитель Квинт Попедий Силон был другом Марка Ливия Друза, приёмного отца Марка Ливия Друза Клавдиана. Впрочем, эта вторая версия происхождения не является основной, поскольку существует несколько косвенных указаний на связь данного рода с Фундием.
Предположительно, в 60 году до н. э. Ауфидия стала супругой Марка Ливия Друза Клавдиана. В этом браке 30 января 58 года до н. э. родилась Ливия Друзилла, ставшая впоследствии третьей женой Октавиана Августа.
Через свою дочь, Ливию, Ауфидия приходилась бабушкой второму римскому императору Тиберию.

### Обвинения Калигулы и расследование Светония
Гай Светоний Транквилл приводит письмо Калигулы, адресованное Римскому сенату, в котором тот обвиняет отца Ауфидии, некоего Ауфидия Луркона (Aufidius Lurco) в незнатном происхождении, бросая, таким образом, тень на своего предшественника — Тиберия. Светоний имел веские основания не доверять Калигуле и, по его словам, обратился к архивным записям, где выяснил, что Ауфидий Луркон был важным чиновником в Риме. Современные историки полагают, что Светоний в данном случае ошибся, посчитав отцом Ауфидии Марка Ауфидия Луркона. Если же принять версию о написании имени как Альфидия (Alfidia), как следует из некоторых сохранившихся надписей, то отцом Ауфидии/Альфидии должен быть «Alfidius Lurco». В этом случае можно проследить Марка Альфидия (Marcus Alfidius), который последний раз упоминается в источниках в качестве претора под 50 годом до н. э.
Другой возможностью, просматриваемой современными учёными в сообщении Светония, является ошибка не в личном имени (преномене), а в когномене: Калигула мог обвинять в низком происхождении некоего Ауфидия Луска (Aufidius Luscus), который действительно был простым писцом, но смог, тем не менее, в 37 году до н. э. стать претором Фундия и так заважничал, что был осмеян Горацием в его «Сатирах». Иногда считают, что попадание в «Сатиры» гарантирует, что Ауфидий Луск не состоял в родстве с Ауфидией: Гораций бы просто не решился осмеять предка императора.
В любом случае, был ли отец Ауфидии из Фундия или переехал в Фундий из Маррувия (например, женившись) он, согласно Светонию, имел связь с Фундием и, согласно сохранившимся надписям, был связан с Маррувием.

### Память
Прославление Ауфидии началось уже при жизни её дочери Ливии. Пара Ауфидия—Марк Клавдиан никогда не входила в имперский пантеон, но активно чтилась императорской фамилией. Сохранились надписи в Бетике, Маррувии и на Самосе, прославляющие пару и называющие Ауфидию Алфидией. Так, на Самосе она названа «женщиной, явившейся первопричиной величайшей пользы для мира» (др.-греч. ὁ δῆμος Άλφιδίαν, τήν μητέρα θεᾶς Ίουλίας Σεβαστῆς, μεγίστων άγαθῶν αἰτίαν γεγονυῖαν τῷ ϰόσμῳ). Самоссцы являлись клиентами Клавдиев; помимо того, Ливия с Августом дважды зимовали на острове во время своих путешествий в восточную часть империи.
Светоний сообщает, что по постановлению сената в Фундии (по словам Светония - родины Ауфидии) в её честь была установлена статуя Удачи (Felicitas).
В телесериале «Рим» роль Ауфидии сыграла английская актриса Дебора Мур.